# Krzysztof Łukasik
Krzysztof Łukasik (ur. 2 listopada 1993) – polski kolarz górski, olimpijczyk z Paryża 2024, wicemistrz Europy w maratonie MTB (2022).

## Wyniki

### Udział w zawodach międzynarodowych
| Impreza              | Rok  | Miejsce          | Wyniki        | Wyniki      |
| Impreza              | Rok  | Miejsce          | cross-country | maraton MTB |
| -------------------- | ---- | ---------------- | ------------- | ----------- |
| Igrzyska olimpijskie | 2024 | Paryż            | 27            | –           |
| Mistrzostwa świata   | 2020 | Leogang          | 30            | –           |
| Mistrzostwa świata   | 2021 | Val di Sole      | 74            | –           |
| Mistrzostwa świata   | 2022 | Les Gets         | 34            | 46          |
| Mistrzostwa świata   | 2023 | Glasgow          | 30            | –           |
| Mistrzostwa świata   | 2024 | Vallnord         | 28            | –           |
| Mistrzostwa Europy   | 2020 | Monteceneri      | 24            | –           |
| Mistrzostwa Europy   | 2021 | Nowy Sad         | 35            | –           |
| Mistrzostwa Europy   | 2022 | Monachium        | 44            | srebro      |
| Mistrzostwa Europy   | 2023 | Kraków           | 17            | DNF         |
| Mistrzostwa Europy   | 2024 | Cheile Grădiștei | 34            | –           |

### Ranking Pucharu Świata w cross-country
- 2019 - 273. miejsce
- 2020 - 56. miejsce
- 2021 - 107. miejsce
- 2022 - 80. miejsce
- 2023 - 58. miejsce

### Medale mistrzostw Polski
- cross-country:
  - : 2020, 2023, 2024, 2025
  - : 2022
  - : 2018, 2019
- maraton:
  - : 2023, 2025
  - : 2018, 2020
- short-track:
  - : 2022, 2023, 2024

## Życie prywatne
Ukończył fizykę techniczną na Politechnice Warszawskiej. W sierpniu 2020 wziął ślub z Aleksandrą.